# Macdonnell Ranges
Macdonnell Ranges är en bergskedja i Australien. Den ligger i territoriet Northern Territory, omkring 1 300 kilometer söder om territoriets huvudstad Darwin.
Omgivningarna runt Macdonnell Ranges är i huvudsak ett öppet busklandskap. Trakten runt Macdonnell Ranges är nära nog obefolkad, med mindre än två invånare per kvadratkilometer. Genomsnittlig årsnederbörd är 303 millimeter. Den regnigaste månaden är februari, med i genomsnitt 61 mm nederbörd, och den torraste är augusti, med 3 mm nederbörd.